# Штаб військово-морських Сил Самооборони Японії

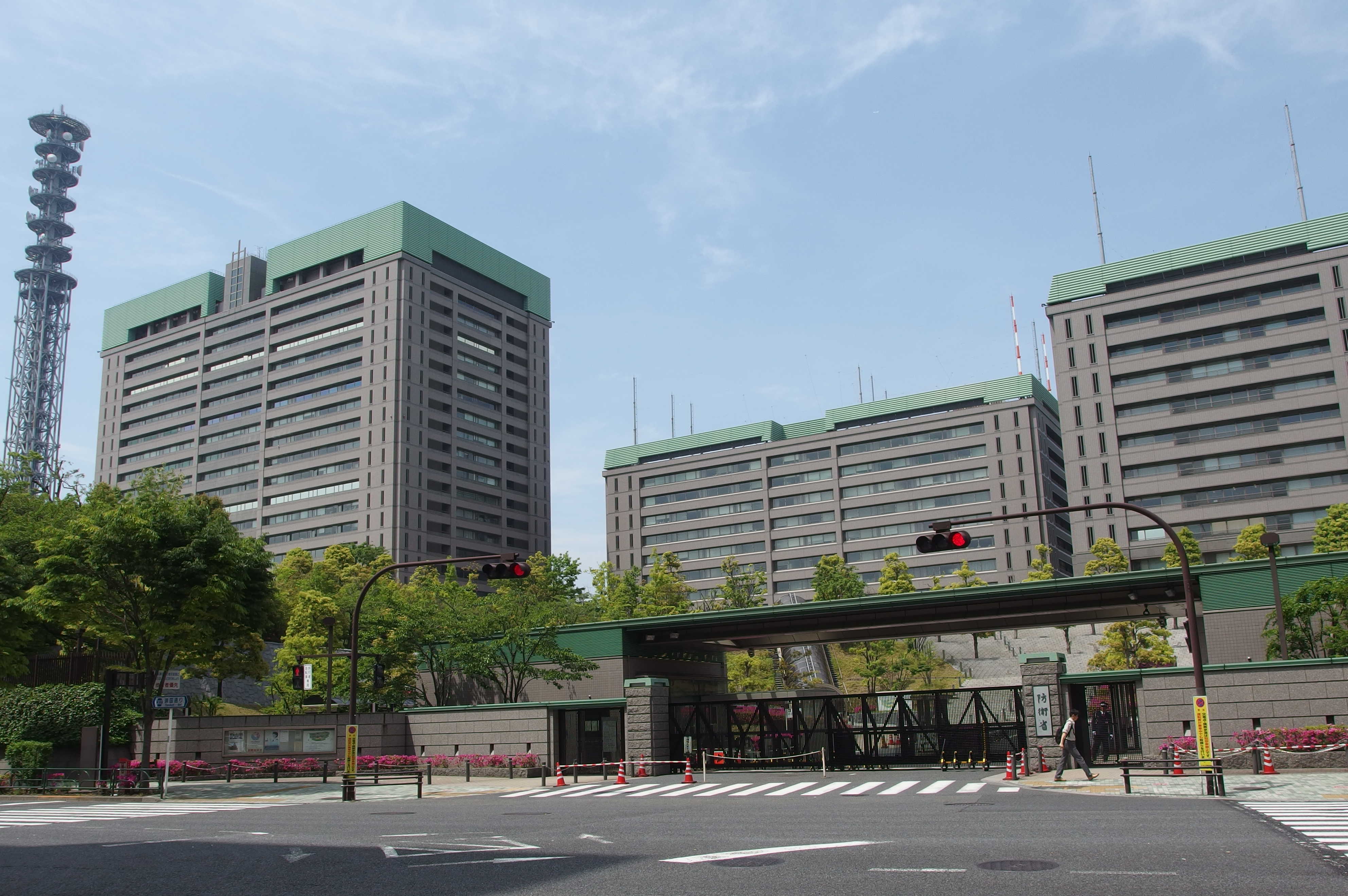
Корпус А (ліворуч) Міністерства оборони, в якому знаходиться Штаб військово-морських Сил Самооборони.

Прапор голови штабу.

Штаб військово-морських Сил Самооборони　(яп. 海上幕僚監部, かいじょうばくりょうかんぶ, кайдзьо бакурьо канбу; англ. Maritime Staff Office, MSO) — генеральний штаб військово-морських Сил Самооборони Японії. Особливий орган Міністерства оборони. Скорочена назва — Штаб флоту (яп. 海幕, かいばく, кайбаку). 

## Заснування
Створений 1 липня 1954 року для командування сухопутними Сил Самооборони. 

## Законодавчий статус
Організація, структура, права і обов'язки Об'єднаного штабу регулюються Законом Японії про заснування Міністерства оборони. 

## Керівництво
Очолюється Головою штабу військово-морських Сил Самооборони (яп. 海上幕僚長, かいじょうばくりょうちょう, кайдзьо бакурьо-тьо; англ. Chief of Staff, Maritime Self-Defense Force).

## Попередники
- 1889 — 1945: Генеральний штаб флоту Японії.
- 1952 — 1954: Другий штаб Управління безпеки Японії (яп. 第二幕僚監部, だいにばくりょうかんぶ, дай-ні бакурьо канбу; англ. Second Staff Office).